# Paradrina distigma
Paradrina distigma là một loài bướm đêm trong họ Noctuidae.